# Britta Bilač
Britta Bilač (roj. Vörös), nemško-slovenska atletinja, * 4. december 1968, Saalfeld, Nemčija.
Britta Bilač, naturalizirana Slovenka, se je rodila v nekdanji Nemški demokratični republiki (Vzhodni Nemčiji). V letih 1988 do 1990 je študirala na Univerzi v Jeni in nato na Filozofski fakulteti v Ljubljani. Do leta 1990 je v skoku v višino nastopala za NDR, po poroki 1992 z znanim slovenskim atletom Borutom Bilačem pa za Slovenijo. Bilačeva je bila članica več atletskih klubov v Sloveniji, nazadnje novogoriškega kluba Gorica.
V skoku v višino je bila evropska prvakinja leta 1994, drugo mesto pa je osvojila na evropskem dvoranskem prvenstvu 1990 in svetovnem prvenstvu 1995. Na mednarodnih tekmovanjih je za Slovenijo nastopila 20-krat. Leta 1994 je na evropskem prvenstvu na prostem v Helsinkih zmagala in obenem dosegla slovenski rekord v skoku v višino (200 cm). Za Slovenijo je nastopila 1992 in 1996 tudi na olimpijskih igrah.
Bilačeva je prejemnica Bloudkove nagrade in športnica Slovenije 1994. Leta 2025 je bila sprejeta v Hram slovenskih športnih junakov.